# Medelpads norra pastorat
Medelpads norra pastorat är ett pastorat i Medelpads kontrakt i stiftet Härnösands stift i Svenska kyrkan.
Pastoratskoden är 100701.
Pastoratet bildades 1 januari 2025 genom sammanläggning av indalens pastorat och Hässjö-Tynderö-Ljustorps pastorat samt enförsamlingspastoraten Alnö pastorat, Sköns pastorat och Timrå pastorat.

Pastoratet omfattar följande församlingar:
- Alnö församling
- Holms församling
- Hässjö församling
- Indals församling
- Lidens församling
- Ljustorps församling
- Sköns församling
- Sättna församling
- Timrå församling
- Tynderö församling